# Ramsgate

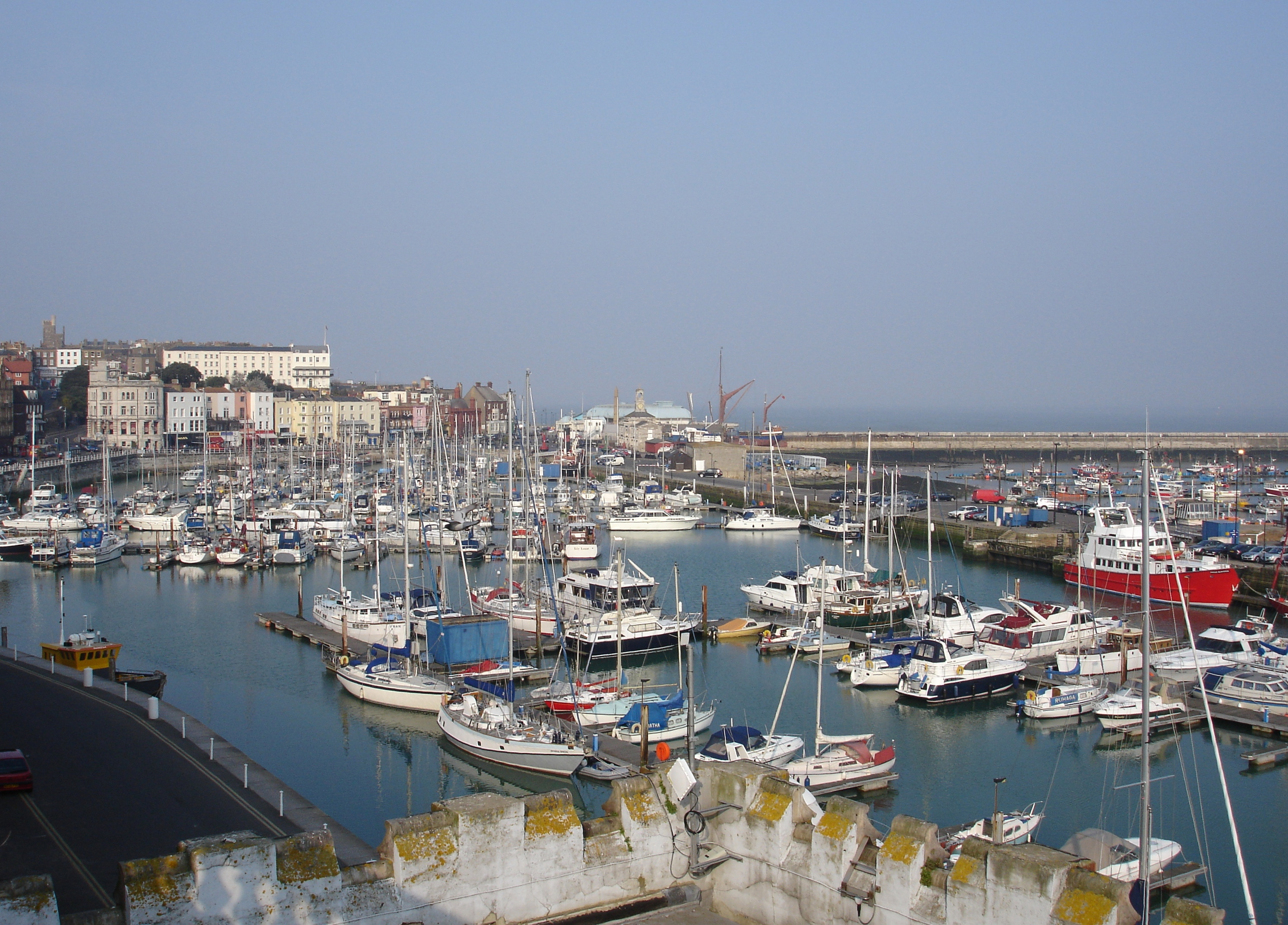
Porto de Ramsgate.

Ramsgate é uma pequena cidade costeira do distrito de Thanet, condado de Kent, Inglaterra. Com uma população de aproximadamente 40 mil habitantes, sua economia gira em torno principalmente do turismo e da indústria pesqueira. A cidade tem uma das maiores marinas da costa sul inglesa.